# John Wells (rugbista)
John Wells (Driffield, 12 maggio 1963) è un allenatore di rugby a 15 ed ex rugbista a 15 inglese, attivo in carriera nel ruolo di terza linea ala.
Passato alla carriera tecnica, ha ricoperto i ruoli di capo-allenatore del Leicester, cui aveva legato tutta l'attività da giocatore, e successivamente allenatore degli avanti di Inghilterra, Newcastle e, dal 2020, dell'italiana Colorno.

## Biografia
Nato a Driffield (attuale East Riding of Yorkshire) Wells legò tutta la sua carriera da giocatore con Leicester con cui, in 16 stagioni tra il 1982 e il 1998, disputò 367 incontri e vinse due titoli di campione d'Inghilterra.
Appena ritirato ricoprì la carica di allenatore degli avanti al Leicester fino al 2004 quando divenne allenatore-capo in sostituzione di Dean Richards.
Alla guida dei Tigers arrivò al primo posto in Premiership ma dovette arrendersi in finale con Wasps mentre in Heineken Cup si fermò in semifinale.
Dopo una stagione fu ingaggiato nei ranghi federali e assegnato al nuovo staff tecnico del C.T. della nazionale inglese Andy Robinson come responsabile degli avanti; ricoprì analogo ruolo sotto le gestioni Ashton e Johnson, con cui prese parte rispettivamente alla Coppa del Mondo 2007 e a quella del 2011.
Nel 2012 si trasferì al Newcastle ancora come assistente di Dean Richards, da cui nel 2014 ereditò l'incarico di allenatore-capo.
Dal 2020 è l'allenatore degli avanti del Colorno, club italiano legato al Leicester da un accordo di partnership tecnica.

## Palmarès

### Giocatore
- Premiership: 2
Leicester: 1987-88, 1994-95
- Coppe Anglo-Gallesi: 2
Leicester: 1992-93, 1996-97